# Eleições para a Assembleia Constituinte Portuguesa de 1975
As eleições para a Assembleia Constituinte, também conhecidas por eleições constituintes, foram as primeiras eleições livres com sufrágio universal realizadas em Portugal. Foram também as primeiras eleições após a Revolução de 25 de Abril de 1974. Realizaram-se no dia 25 de abril de 1975 e elegeram os 250 deputados da Assembleia Constituinte, tendo-se registado a maior participação de sempre.
O principal objetivo foi a eleição de uma Assembleia com o fim de escrever uma nova Constituição para substituir a do regime do Estado Novo — a Constituição de 1933 — e, portanto, o parlamento eleito tinha um mandato único de um ano. Nenhum governo foi constituído a partir de um eventual apoio parlamentar, e o país continuou a ser governado por um governo provisório militar-civil.
Os resultados deram maioria aos partidos do centro: Partido Socialista (PS) e Partido Popular Democrático (PPD). A Assembleia Constituinte entrou em funções em 2 de junho de 1975 e foi dissolvida em 2 de abril de 1976, data de conclusão dos trabalhos de elaboração da nova Constituição.

## Partidos e líderes

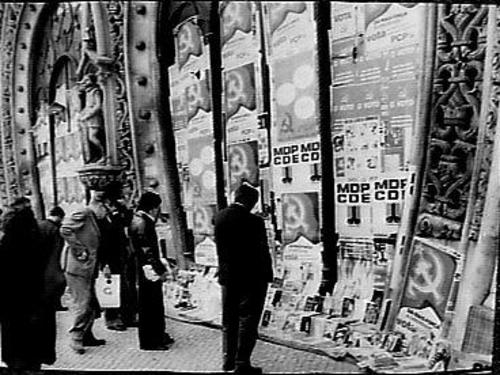
Cartazes eleitorais na fachada da Estação do Rossio, em Lisboa, na véspera das eleições.

| Partido | Partido                                          | Líder                      | Ideologia              | Espectro        |
| ------- | ------------------------------------------------ | -------------------------- | ---------------------- | --------------- |
|         | Partido Socialista                               | Mário Soares               | Socialismo democrático | Centro-esquerda |
|         | Partido Popular Democrático                      | Francisco Sá Carneiro      | Social-democracia      | Centro-esquerda |
|         | Partido Comunista Português                      | Álvaro Cunhal              | Comunismo              | Esquerda        |
|         | Partido do Partido do Centro Democrático Social  | Diogo Freitas do Amaral    | Democracia cristã      | Centro-direita  |
|         | Movimento Democrático Português                  | Francisco Pereira de Moura | Socialismo             | Esquerda        |
|         | Frente Socialista Popular                        | Manuel Serra               | Socialismo             | Esquerda        |
|         | Movimento de Esquerda Socialista                 | Afonso de Barros           | Socialismo             | Esquerda        |
|         | União Democrática Popular                        | João Pulido Valente        | Comunismo              | Esquerda        |
|         | Partido Popular Monárquico                       | Gonçalo Ribeiro Telles     | Monarquismo            | Direita         |
|         | Associação para a Defesa dos Interesses de Macau | Diamantino Ferreira        | Conservadorismo        | Direita         |

## Debates
Na noite eleitoral transmitida na RTP1, teve lugar um debate, moderado por Joaquim Letria, sobre os resultados eleitorais revelados até ao momento, que contou com a participação dos líderes dos quatro principais partidos à época: Mário Soares (Partido Socialista), Joaquim Magalhães Mota em substituição de Francisco Sá Carneiro (Partido Popular Democrático), Álvaro Cunhal (Partido Comunista Português) e Francisco Pereira de Moura (Movimento Democrático Português). As perguntas aos convidados foram feitas por um painel de comentadores constituído pelos jornalistas Manuel Beça Múrias, Dinis Abreu, José Júdice, Castro Mendes e José Carlos Vasconcelos.
| Debates | Debates            | Debates       | Debates                                                | Debates                                                | Debates                                                | Debates                                                | Debates |         |        |       |       |
| Data    | Estação televisiva | Moderador(es) | P Presente P Em substituição A Ausente N Não Convidado | P Presente P Em substituição A Ausente N Não Convidado | P Presente P Em substituição A Ausente N Não Convidado | P Presente P Em substituição A Ausente N Não Convidado | Refs    |         |        |       |       |
| Data    | Estação televisiva | Moderador(es) | PS                                                     | PPD                                                    | PCP                                                    | MDP/CDE                                                | Refs    |         |        |       |       |
| ------- | ------------------ | ------------- | ------------------------------------------------------ | ------------------------------------------------------ | ------------------------------------------------------ | ------------------------------------------------------ | ------- | ------- | ------ | ----- | ----- |
| Data    | Estação televisiva | Moderador(es) | 26 de abril                                            | RTP1                                                   | Joaquim Letria                                         | Soares                                                 | Refs    | Mota(a) | Cunhal | Moura | [ 1 ] |

Notas:
↑(a)  Joaquim Magalhães Mota foi em substituição de Francisco Sá Carneiro.

## Resultados oficiais

### Partidos com deputados eleitos
| Partido   | PS                | PPD                   | PCP             | CDS                     | MDP/CDE                    | UDP           | ADIM                |
| Partido   |                   |                       |                 |                         |                            |               |                     |
| Líder     | Mário Soares      | Francisco Sá Carneiro | Álvaro Cunhal   | Diogo Freitas do Amaral | Francisco Pereira de Moura | José Duarte   | Diamantino Ferreira |
| Líder     |                   |                       |                 |                         |                            |               |                     |
| Votos     | 2 162 972 (37,9%) | 1 507 282 (26,4%)     | 711 935 (12,5%) | 434 879 (7,6%)          | 236 318 (4,1%)             | 44 877 (0,8%) | 1 622 (0,0%)        |
| Votos     |                   |                       |                 |                         |                            |               |                     |
| Deputados | 116 (46,4%)       | 81 (32,4%)            | 30 (12,0%)      | 16 (6,4%)               | 5 (2,0%)                   | 1 (0,4%)      | 1 (0,4%)            |
| Deputados |                   |                       |                 |                         |                            |               |                     |

### Resultados nacionais
| Partido                 | Partido                                               | Votos     | %               | Deputados |
| ----------------------- | ----------------------------------------------------- | --------- | --------------- | --------- |
|                         | Partido Socialista                                    | 2 162 972 | 37,87 / 100,00  | 116 / 250 |
|                         | Partido Popular Democrático                           | 1 507 282 | 26,39 / 100,00  | 81 / 250  |
|                         | Partido Comunista Português                           | 0 711 935 | 12,46 / 100,00  | 30 / 250  |
|                         | Partido do Centro Democrático Social                  | 0 434 879 | 7,61 / 100,00   | 16 / 250  |
|                         | Movimento Democrático Português                       | 0 236 318 | 4,14 / 100,00   | 5 / 250   |
|                         | Frente Socialista Popular                             | 0 66 307  | 1,16 / 100,00   | 0 / 250   |
|                         | Movimento de Esquerda Socialista                      | 0 58 248  | 1,02 / 100,00   | 0 / 250   |
|                         | União Democrática Popular                             | 0 44 877  | 0,79 / 100,00   | 1 / 250   |
|                         | Frente Eleitoral de Comunistas (Marxistas-Leninistas) | 0 33 185  | 0,58 / 100,00   | 0 / 250   |
|                         | Partido Popular Monárquico                            | 0 32 526  | 0,57 / 100,00   | 0 / 250   |
|                         | Partido de Unidade Popular                            | 0 13 138  | 0,23 / 100,00   | 0 / 250   |
|                         | Liga Comunista Internacionalista                      | 0 10 835  | 0,19 / 100,00   | 0 / 250   |
|                         | Associação para a Defesa dos Interesses de Macau      | 0 1 622   | 0,03 / 100,00   | 1 / 250   |
|                         | Centro Democrático de Macau                           | 0 1 030   | 0,02 / 100,00   | 0 / 250   |
| Votos inválidos         | Votos inválidos                                       | 0 396 675 | 6,95 / 100,00   |           |
| Total                   | Total                                                 | 5 711 829 | 100,00 / 100,00 | 250 / 250 |
| Eleitorado/Participação | Eleitorado/Participação                               | 6 231 372 | 91,66 / 100,00  |           |
| Fontes                  | Fontes                                                | [ 2 ]     | [ 2 ]           | [ 2 ]     |

## Deputados eleitos
- PS
  - Alberto Arons Braga de Carvalho
  - Alberto Oliveira e Silva
  - António Cândido Miranda Macedo
  - António Duarte Arnaut
  - António Fernando Marques Ribeiro Reis
  - António Pope Lopes Cardoso
  - António Miguel de Morais Barreto
  - Carlos Manuel Natividade da Costa Candal
  - Carmelinda Maria dos Santos Pereira
  - Francisco de Almeida Salgado Zenha
  - Henrique Teixeira Queirós de Barros
  - Francisco Igrejas Caeiro
  - Jaime José Matos da Gama
  - José Manuel de Medeiros Ferreira
  - José Manuel Niza Antunes Mendes
  - Luís Maria Kalidás Costa Barreto
  - Manuel Alegre de Melo Duarte
  - Manuel Alfredo Tito de Morais
  - Mário Alberto Nobre Lopes Soares
  - Mário Manuel Cal Brandão
  - Mário Augusto Sotto Mayor Leal Cardia
  - João Pedro Miller de Lemos Guerra
  - Júlio Francisco Miranda Calha
  - Raul de Assunção Pimenta Rego
  - Sophia de Mello Breyner Andresen de Sousa Tavares
  - Teófilo Carvalho dos Santos
  - Vasco da Gama Lopes Fernandes
- PPD
  - Abel Augusto de Almeida Carneiro
  - José Ângelo Ferreira Correia
  - António Joaquim da Silva Amado Leite de Castro
  - António Moreira Barbosa de Melo
  - Carlos Alberto da Mota Pinto
  - Emídio Guerreiro
  - Fernando Monteiro do Amaral
  - Francisco José Pereira Pinto Balsemão
  - Francisco Manuel Lumbrales de Sá Carneiro
  - Germano da Silva Domingos
  - Maria Helena do Rego da Costa Salema Roseta
  - Joaquim da Silva Lourenço
  - Joaquim Jorge Magalhães Saraiva da Mota
  - Jorge Manuel Moura Loureiro de Miranda
  - Jorge de Carvalho Sá Borges
  - José Augusto Baptista Lopes Seabra
  - José Carlos Rodrigues
  - Leonardo Eugénio Ribeiro de Almeida
  - Marcelo Nuno Duarte Rebelo de Sousa
  - Mário Fernando de Campos Pinto
  - Miguel Luís Kolback Veiga
  - João Bosco Soares da Mota Amaral
  - Nuno Aires Rodrigues dos Santos
  - Pedro Manuel da Cruz Roseta
  - Vasco Navarro da Graça Moura
- PCP
  - Álvaro Barreirinhas Cunhal
  - Carlos Alfredo de Brito
  - Francisco Miguel Duarte
  - Jerónimo Carvalho de Sousa
  - Miguel Urbano Tavares Rodrigues
  - Octávio Floriano Rodrigues Pato
  - Vital Martins Moreira
- CDS
  - Adelino Manuel Lopes Amaro da Costa
  - Basílio Adolfo de Mendonça Horta da França
  - Carlos Galvão de Melo
  - Diogo Pinto de Freitas do Amaral
  - Francisco Manuel Lopes Vieira de Oliveira Dias
  - Victor António Augusto Nunes de Sá Machado
- MDP/CDE
  - José Manuel Marques do Carmo Mendes Tengarrinha
  - Francisco José Cruz Pereira de Moura
- UDP
  - João Carneiro de Moura Pulido Valente
- ADIM
  - Diamantino de Oliveira Ferreira

## Resultados eleitorais por círculo eleitoral

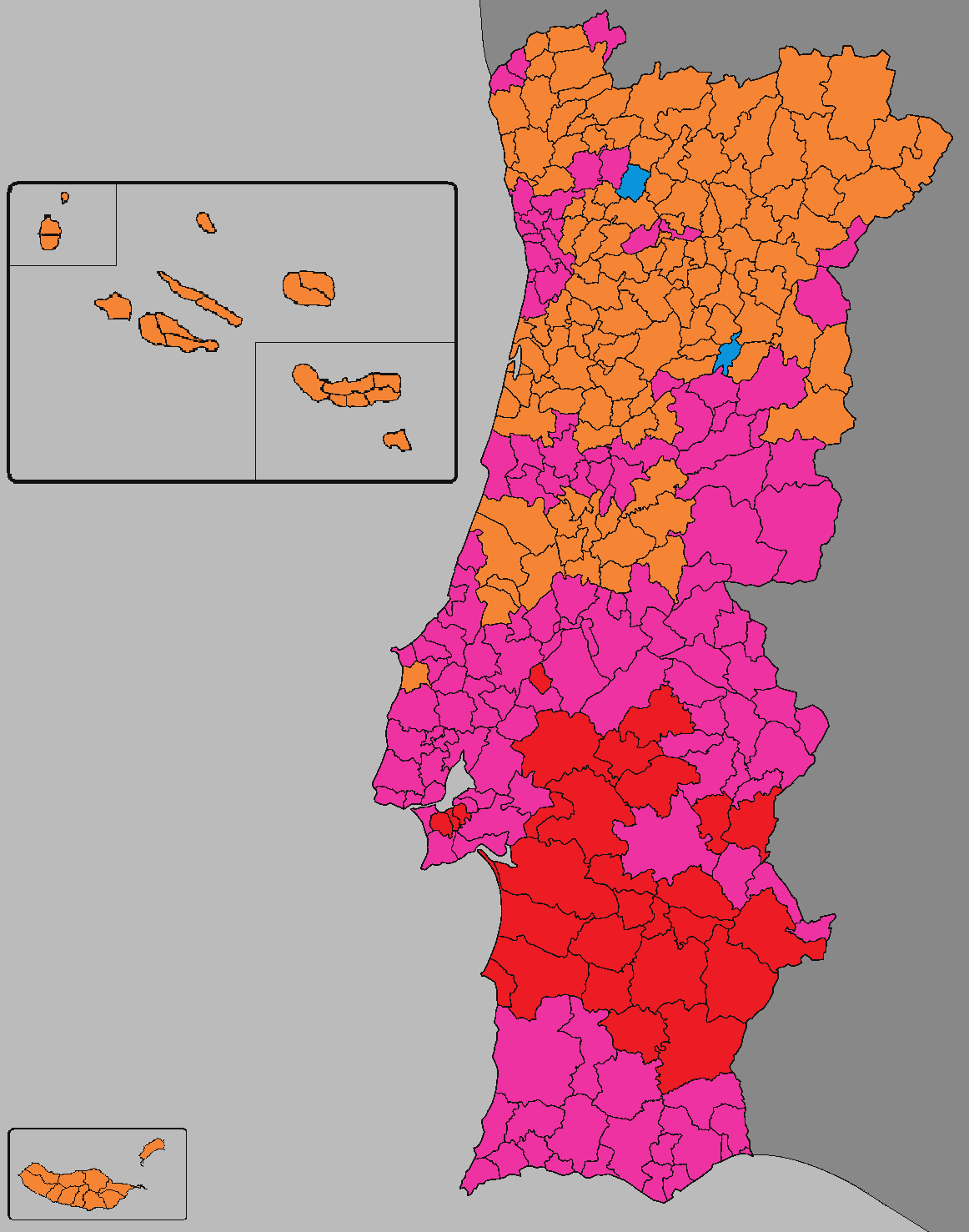
Partido mais votado por concelho.

| Círculo eleitoral | PS   | PS  | PPD  | PPD | PCP  | PCP | CDS  | CDS | MDP/CDE | MDP/CDE | FSP | FSP | MES | MES | UDP | UDP | ADIM | ADIM | dep. | Votantes  |   |  |  |
| Círculo eleitoral |      | %   | D    | %   | D    | %   | D    | %   | D       | %       | D   | %   | D   | %   | D   | %   | D    | %    | dep. | Votantes  | D |  |  |
| ----------------- | ---- | --- | ---- | --- | ---- | --- | ---- | --- | ------- | ------- | --- | --- | --- | --- | --- | --- | ---- | ---- | ---- | --------- | - |  |  |
| Angra do Heroísmo | 23,0 | —   | 62,8 | 2   | 2,4  | —   | 6,1  | —   | 1,1     | —       | —   | —   | 1,2 | —   | —   | —   | —    | —    | 2    | 45 196    |   |  |  |
| Aveiro            | 31,8 | 5   | 42,9 | 7   | 3,2  | —   | 11,1 | 2   | 3,9     | —       | —   | —   | 1,0 | —   | —   | —   | —    | —    | 14   | 330 999   |   |  |  |
| Beja              | 35,6 | 3   | 5,3  | —   | 39,0 | 3   | 2,2  | —   | 5,5     | —       | —   | —   | 2,5 | —   | 1,4 | —   | —    | —    | 6    | 129 191   |   |  |  |
| Braga             | 27,4 | 5   | 37,7 | 7   | 3,7  | —   | 18,0 | 3   | 2,9     | —       | 0,8 | —   | 0,8 | —   | —   | —   | —    | —    | 15   | 337 297   |   |  |  |
| Bragança          | 24,7 | 1   | 43,0 | 3   | 2,7  | —   | 13,5 | —   | 3,7     | —       | 1,6 | —   | —   | —   | —   | —   | —    | —    | 4    | 100 517   |   |  |  |
| Castelo Branco    | 41,5 | 5   | 24,3 | 2   | 5,6  | —   | 6,4  | —   | 3,9     | —       | 2,3 | —   | 2,2 | —   | 0,8 | —   | —    | —    | 7    | 153 208   |   |  |  |
| Coimbra           | 43,2 | 7   | 27,2 | 4   | 5,7  | 1   | 4,6  | —   | 4,4     | —       | 1,4 | —   | 1,7 | —   | —   | —   | —    | —    | 12   | 264 113   |   |  |  |
| Évora             | 37,9 | 3   | 6,9  | —   | 37,1 | 2   | 2,8  | —   | 7,8     | —       | 1,3 | —   | —   | —   | 0,9 | —   | —    | —    | 5    | 127 119   |   |  |  |
| Faro              | 45,4 | 6   | 13,9 | 1   | 12,3 | 1   | 3,4  | —   | 9,5     | 1       | 1,8 | —   | 1,6 | —   | 1,1 | —   | —    | —    | 9    | 205 334   |   |  |  |
| Funchal           | 19,6 | 1   | 61,9 | 5   | 1,7  | —   | 10,0 | —   | 1,3     | —       | —   | —   | —   | —   | —   | —   | —    | —    | 6    | 126 329   |   |  |  |
| Guarda            | 28,2 | 2   | 33,3 | 3   | 2,9  | —   | 19,5 | 1   | 3,6     | —       | 1,4 | —   | —   | —   | —   | —   | —    | —    | 6    | 126 934   |   |  |  |
| Horta             | 23,0 | —   | 67,6 | 1   | 2,4  | —   | —    | —   | 3,1     | —       | —   | —   | —   | —   | —   | —   | —    | —    | 1    | 22 936    |   |  |  |
| Leiria            | 33,2 | 5   | 35,6 | 5   | 6,4  | —   | 6,8  | 1   | 3,4     | —       | 1,3 | —   | 1,1 | —   | 1,1 | —   | —    | —    | 11   | 241 585   |   |  |  |
| Lisboa            | 46,0 | 29  | 15,0 | 9   | 18,9 | 11  | 4,8  | 3   | 4,1     | 2       | 1,3 | —   | 1,1 | —   | 1,7 | 1   | —    | —    | 55   | 1 269 638 |   |  |  |
| Macau             | —    | —   | —    | —   | —    | —   | —    | —   | —       | —       | —   | —   | —   | —   | —   | —   | 56,4 | 1    | 1    | 2 876     |   |  |  |
| Moçambique        | 41,1 | 1   | —    | —   | —    | —   | —    | —   | —       | —       | —   | —   | —   | —   | —   | —   | —    | —    | 1    | 6 080     |   |  |  |
| Ponta Delgada     | 30,4 | 1   | 54,8 | 2   | 1,5  | —   | 3,1  | —   | 2,7     | —       | —   | —   | 0,7 | —   | —   | —   | —    | —    | 3    | 76 506    |   |  |  |
| Portalegre        | 52,4 | 3   | 9,9  | —   | 17,5 | 1   | 4,0  | —   | 4,5     | —       | 1,4 | —   | 1,3 | —   | 1,2 | —   | —    | —    | 4    | 102 255   |   |  |  |
| Porto             | 42,6 | 18  | 29,4 | 12  | 6,7  | 2   | 8,9  | 3   | 2,6     | 1       | 0,7 | —   | 1,0 | —   | 0,6 | —   | —    | —    | 36   | 837 507   |   |  |  |
| Santarém          | 42,9 | 8   | 18,8 | 3   | 15,1 | 2   | 4,3  | —   | 4,1     | —       | 2,4 | —   | 1,6 | —   | 1,0 | —   | —    | —    | 13   | 294 991   |   |  |  |
| Setúbal           | 38,2 | 7   | 5,7  | 1   | 37,8 | 7   | 1,6  | —   | 6,0     | 1       | 1,8 | —   | 1,0 | —   | 1,3 | —   | —    | —    | 16   | 377 224   |   |  |  |
| Viana do Castelo  | 24,5 | 2   | 36,0 | 3   | 3,8  | —   | 14,5 | 1   | 7,1     | —       | 1,7 | —   | 1,5 | —   | —   | —   | —    | —    | 6    | 140 001   |   |  |  |
| Vila Real         | 27,1 | 2   | 45,8 | 4   | 2,9  | —   | 7,2  | —   | 2,3     | —       | —   | —   | —   | —   | —   | —   | —    | —    | 6    | 140 511   |   |  |  |
| Viseu             | 21,5 | 2   | 43,9 | 6   | 2,3  | —   | 17,2 | 2   | 4,0     | —       | 2,3 | —   | —   | —   | —   | —   | —    | —    | 10   | 235 097   |   |  |  |
| Emigração         | 34,4 | —   | 45,6 | 1   | —    | —   | 4,6  | —   | 11,0    | —       | —   | —   | —   | —   | —   | —   | —    | —    | 1    | 18 385    |   |  |  |
| Portugal          | 37,9 | 116 | 26,4 | 81  | 12,5 | 30  | 7,6  | 16  | 4,1     | 5       | 1,2 | —   | 1,0 | —   | 0,8 | 1   | 0,0  | 1    | 250  | 5 711 829 |   |  |  |

## Tabela de resultados

Deputados eleitos por círculo eleitoral.

### Angra do Heroísmo
| Partidos                | Partidos                             | Votos  | %             | Deputados |
| ----------------------- | ------------------------------------ | ------ | ------------- | --------- |
|                         | Partido Popular Democrático          | 28 365 | 62,8 / 100,0  | 2 / 2     |
|                         | Partido Socialista                   | 10 383 | 23,0 / 100,0  | 0 / 2     |
|                         | Partido do Centro Democrático Social | 2 754  | 6,1 / 100,0   | 0 / 2     |
|                         | Partido Comunista Português          | 1 069  | 2,4 / 100,0   | 0 / 2     |
|                         | Movimento de Esquerda Socialista     | 541    | 1,2 / 100,0   | 0 / 2     |
|                         | Movimento Democrático Português      | 492    | 1,1 / 100,0   | 0 / 2     |
| Votos inválidos         | Votos inválidos                      | 1 592  | 3,5 / 100,0   |           |
| Total                   | Total                                | 45 196 | 100,0 / 100,0 | 2 / 2     |
| Eleitorado/Participação | Eleitorado/Participação              | 49 698 | 90,9 / 100,0  |           |

### Aveiro
| Partidos                | Partidos                             | Votos   | %             | Deputados |
| ----------------------- | ------------------------------------ | ------- | ------------- | --------- |
|                         | Partido Popular Democrático          | 141 872 | 42,9 / 100,0  | 7 / 14    |
|                         | Partido Socialista                   | 105 098 | 31,8 / 100,0  | 5 / 14    |
|                         | Partido do Centro Democrático Social | 36 602  | 11,1 / 100,0  | 2 / 14    |
|                         | Movimento Democrático Português      | 12 849  | 3,9 / 100,0   | 0 / 14    |
|                         | Partido Comunista Português          | 10 479  | 3,2 / 100,0   | 0 / 14    |
|                         | Movimento de Esquerda Socialista     | 3 269   | 1,0 / 100,0   | 0 / 14    |
|                         | Outros                               | 3 697   | 1,1 / 100,0   | 0 / 14    |
| Votos inválidos         | Votos inválidos                      | 17 133  | 5,2 / 100,0   |           |
| Total                   | Total                                | 330 999 | 100,0 / 100,0 | 14 / 14   |
| Eleitorado/Participação | Eleitorado/Participação              | 359 353 | 92,1 / 100,0  |           |

### Beja
| Partidos                | Partidos                             | Votos   | %             | Deputados |
| ----------------------- | ------------------------------------ | ------- | ------------- | --------- |
|                         | Partido Comunista Português          | 50 341  | 39,0 / 100,0  | 3 / 6     |
|                         | Partido Socialista                   | 45 930  | 35,6 / 100,0  | 3 / 6     |
|                         | Movimento Democrático Português      | 7 036   | 5,5 / 100,0   | 0 / 6     |
|                         | Partido Popular Democrático          | 6 787   | 5,3 / 100,0   | 0 / 6     |
|                         | Movimento de Esquerda Socialista     | 3 267   | 2,5 / 100,0   | 0 / 6     |
|                         | Partido do Centro Democrático Social | 2 821   | 2,2 / 100,0   | 0 / 6     |
|                         | União Democrática Popular            | 1 845   | 1,4 / 100,0   | 0 / 6     |
|                         | Partido de Unidade Popular           | 1 590   | 1,2 / 100,0   | 0 / 6     |
| Votos inválidos         | Votos inválidos                      | 9 574   | 7,4 / 100,0   |           |
| Total                   | Total                                | 129 191 | 100,0 / 100,0 | 6 / 6     |
| Eleitorado/Participação | Eleitorado/Participação              | 140 243 | 92,1 / 100,0  |           |

### Braga
| Partidos                | Partidos                             | Votos   | %             | Deputados |
| ----------------------- | ------------------------------------ | ------- | ------------- | --------- |
|                         | Partido Popular Democrático          | 121 173 | 37,7 / 100,0  | 7 / 15    |
|                         | Partido Socialista                   | 92 481  | 27,4 / 100,0  | 5 / 15    |
|                         | Partido do Centro Democrático Social | 60 754  | 18,0 / 100,0  | 3 / 15    |
|                         | Partido Comunista Português          | 12 508  | 3,7 / 100,0   | 0 / 15    |
|                         | Movimento Democrático Português      | 9 829   | 2,9 / 100,0   | 0 / 15    |
|                         | Outros                               | 13 409  | 4,0 / 100,0   | 0 / 15    |
| Votos inválidos         | Votos inválidos                      | 21 143  | 6,3 / 100,0   |           |
| Total                   | Total                                | 337 297 | 100,0 / 100,0 | 15 / 15   |
| Eleitorado/Participação | Eleitorado/Participação              | 360 707 | 93,5 / 100,0  |           |

### Bragança
| Partidos                | Partidos                             | Votos     | %             | Deputados |
| ----------------------- | ------------------------------------ | --------- | ------------- | --------- |
|                         | Partido Popular Democrático          | 43 220    | 43,0 / 100,0  | 3 / 4     |
|                         | Partido Socialista                   | 24 789    | 24,7 / 100,0  | 1 / 4     |
|                         | Partido do Centro Democrático Social | 13 533    | 13,5 / 100,0  | 0 / 4     |
|                         | Movimento Democrático Português      | 3 667     | 3,7 / 100,0   | 0 / 4     |
|                         | Partido Comunista Português          | 2 731     | 2,7 / 100,0   | 0 / 4     |
|                         | Frente Socialista Popular            | 1 612     | 1,6 / 100,0   | 0 / 4     |
|                         | Partido Popular Monárquico           | 1 009     | 1,0 / 100,0   | 0 / 4     |
| Votos inválidos         | Votos inválidos                      | 9 956     | 9,9 / 100,0   |           |
| Total                   | Total                                | 100.0 517 | 100,0 / 100,0 | 4 / 4     |
| Eleitorado/Participação | Eleitorado/Participação              | 110 219   | 91,2 / 100,0  |           |

### Castelo Branco
| Partidos                | Partidos                                              | Votos   | %             | Deputados |
| ----------------------- | ----------------------------------------------------- | ------- | ------------- | --------- |
|                         | Partido Socialista                                    | 63 591  | 41,5 / 100,0  | 5 / 7     |
|                         | Partido Popular Democrático                           | 37 206  | 24,3 / 100,0  | 2 / 7     |
|                         | Partido do Centro Democrático Social                  | 9 743   | 6,4 / 100,0   | 0 / 7     |
|                         | Partido Comunista Português                           | 8 628   | 5,6 / 100,0   | 0 / 7     |
|                         | Movimento Democrático Português                       | 6 020   | 3,9 / 100,0   | 0 / 7     |
|                         | Frente Socialista Popular                             | 3 541   | 2,3 / 100,0   | 0 / 7     |
|                         | Movimento de Esquerda Socialista                      | 3 350   | 2,2 / 100,0   | 0 / 7     |
|                         | Frente Eleitoral de Comunistas (Marxistas-Leninistas) | 1 600   | 1,0 / 100,0   | 0 / 7     |
|                         | Outros                                                | 2 302   | 1,5 / 100,0   | 0 / 7     |
| Votos inválidos         | Votos inválidos                                       | 17 227  | 11,2 / 100,0  |           |
| Total                   | Total                                                 | 153 208 | 100,0 / 100,0 | 7 / 7     |
| Eleitorado/Participação | Eleitorado/Participação                               | 168 591 | 90,7 / 100,0  |           |

### Coimbra
| Partidos                | Partidos                             | Votos   | %             | Deputados |
| ----------------------- | ------------------------------------ | ------- | ------------- | --------- |
|                         | Partido Socialista                   | 114 109 | 43,2 / 100,0  | 7 / 12    |
|                         | Partido Popular Democrático          | 71 942  | 27,2 / 100,0  | 4 / 12    |
|                         | Partido Comunista Português          | 15 150  | 5,7 / 100,0   | 1 / 12    |
|                         | Partido do Centro Democrático Social | 12 187  | 4,6 / 100,0   | 0 / 12    |
|                         | Movimento Democrático Português      | 11 718  | 4,4 / 100,0   | 0 / 12    |
|                         | Movimento de Esquerda Socialista     | 4 419   | 1,7 / 100,0   | 0 / 12    |
|                         | Frente Socialista Popular            | 3 690   | 1,4 / 100,0   | 0 / 12    |
|                         | Partido Popular Monárquico           | 2 514   | 1,0 / 100,0   | 0 / 12    |
|                         | Outros                               | 2 041   | 0,8 / 100,0   | 0 / 12    |
| Votos inválidos         | Votos inválidos                      | 26 352  | 10,0 / 100,0  |           |
| Total                   | Total                                | 264 113 | 100,0 / 100,0 | 12 / 12   |
| Eleitorado/Participação | Eleitorado/Participação              | 296 398 | 89,1 / 100,0  |           |

### Évora
| Partidos                | Partidos                             | Votos   | %             | Deputados |
| ----------------------- | ------------------------------------ | ------- | ------------- | --------- |
|                         | Partido Socialista                   | 48 163  | 37,9 / 100,0  | 3 / 5     |
|                         | Partido Comunista Português          | 47 123  | 37,1 / 100,0  | 2 / 5     |
|                         | Movimento Democrático Português      | 9 970   | 7,8 / 100,0   | 0 / 5     |
|                         | Partido Popular Democrático          | 8 718   | 6,9 / 100,0   | 0 / 5     |
|                         | Partido do Centro Democrático Social | 3 586   | 2,8 / 100,0   | 0 / 5     |
|                         | Frente Socialista Popular            | 1 628   | 1,3 / 100,0   | 0 / 5     |
|                         | Outros                               | 1 861   | 1,5 / 100,0   | 0 / 5     |
| Votos inválidos         | Votos inválidos                      | 6 070   | 4,8 / 100,0   |           |
| Total                   | Total                                | 127 119 | 100,0 / 100,0 | 5 / 5     |
| Eleitorado/Participação | Eleitorado/Participação              | 134 318 | 94,6 / 100,0  |           |

### Faro
| Partidos                | Partidos                             | Votos   | %             | Deputados |
| ----------------------- | ------------------------------------ | ------- | ------------- | --------- |
|                         | Partido Socialista                   | 93 263  | 45,4 / 100,0  | 6 / 9     |
|                         | Partido Popular Democrático          | 28 595  | 13,9 / 100,0  | 1 / 9     |
|                         | Partido Comunista Português          | 25 282  | 12,3 / 100,0  | 1 / 9     |
|                         | Movimento Democrático Português      | 19 496  | 9,5 / 100,0   | 1 / 9     |
|                         | Partido do Centro Democrático Social | 6 889   | 3,4 / 100,0   | 0 / 9     |
|                         | Frente Socialista Popular            | 3 607   | 1,8 / 100,0   | 0 / 9     |
|                         | Movimento de Esquerda Socialista     | 3 275   | 1,6 / 100,0   | 0 / 9     |
|                         | União Democrática Popular            | 2 303   | 1,1 / 100,0   | 0 / 9     |
|                         | Partido de Unidade Popular           | 2 194   | 1,1 / 100,0   | 0 / 9     |
|                         | Outros                               | 1 577   | 0,8 / 100,0   | 0 / 9     |
| Votos inválidos         | Votos inválidos                      | 18 853  | 9,2 / 100,0   |           |
| Total                   | Total                                | 205 334 | 100,0 / 100,0 | 9 / 9     |
| Eleitorado/Participação | Eleitorado/Participação              | 226 111 | 90,8 / 100,0  |           |

### Funchal
| Partidos                | Partidos                                              | Votos   | %             | Deputados |
| ----------------------- | ----------------------------------------------------- | ------- | ------------- | --------- |
|                         | Partido Popular Democrático                           | 78 200  | 61,9 / 100,0  | 5 / 6     |
|                         | Partido Socialista                                    | 24 737  | 19,6 / 100,0  | 1 / 6     |
|                         | Partido do Centro Democrático Social                  | 12 669  | 10,0 / 100,0  | 0 / 6     |
|                         | Partido Comunista Português                           | 2 086   | 1,7 / 100,0   | 0 / 6     |
|                         | Movimento Democrático Português                       | 1 668   | 1,3 / 100,0   | 0 / 6     |
|                         | Frente Eleitoral de Comunistas (Marxistas-Leninistas) | 1 468   | 1,2 / 100,0   | 0 / 6     |
| Votos inválidos         | Votos inválidos                                       | 5 501   | 4,4 / 100,0   |           |
| Total                   | Total                                                 | 126 329 | 100,0 / 100,0 | 6 / 6     |
| Eleitorado/Participação | Eleitorado/Participação                               | 140 060 | 90,2 / 100,0  |           |

### Guarda
| Partidos                | Partidos                             | Votos   | %             | Deputados |
| ----------------------- | ------------------------------------ | ------- | ------------- | --------- |
|                         | Partido Popular Democrático          | 42 322  | 33,3 / 100,0  | 3 / 6     |
|                         | Partido Socialista                   | 35 796  | 28,2 / 100,0  | 2 / 6     |
|                         | Partido do Centro Democrático Social | 24 731  | 19,5 / 100,0  | 1 / 6     |
|                         | Movimento Democrático Português      | 4 550   | 3,6 / 100,0   | 0 / 6     |
|                         | Partido Comunista Português          | 3 717   | 2,9 / 100,0   | 0 / 6     |
|                         | Frente Socialista Popular            | 1 727   | 1,4 / 100,0   | 0 / 6     |
|                         | Partido Popular Monárquico           | 1 637   | 1,3 / 100,0   | 0 / 6     |
| Votos inválidos         | Votos inválidos                      | 12 444  | 9,8 / 100,0   |           |
| Total                   | Total                                | 126 934 | 100,0 / 100,0 | 6 / 6     |
| Eleitorado/Participação | Eleitorado/Participação              | 138 184 | 91,9 / 100,0  |           |

### Horta
| Partidos                | Partidos                        | Votos  | %             | Deputados |
| ----------------------- | ------------------------------- | ------ | ------------- | --------- |
|                         | Partido Popular Democrático     | 15 493 | 67,6 / 100,0  | 1 / 1     |
|                         | Partido Socialista              | 5 276  | 23,0 / 100,0  | 0 / 1     |
|                         | Movimento Democrático Português | 716    | 3,1 / 100,0   | 0 / 1     |
|                         | Partido Comunista Português     | 542    | 2,4 / 100,0   | 0 / 1     |
| Votos inválidos         | Votos inválidos                 | 909    | 4,0 / 100,0   |           |
| Total                   | Total                           | 22 936 | 100,0 / 100,0 | 1 / 1     |
| Eleitorado/Participação | Eleitorado/Participação         | 25 422 | 90,2 / 100,0  |           |

### Leiria
| Partidos                | Partidos                             | Votos   | %             | Deputados |
| ----------------------- | ------------------------------------ | ------- | ------------- | --------- |
|                         | Partido Popular Democrático          | 85 924  | 35,6 / 100,0  | 5 / 11    |
|                         | Partido Socialista                   | 80 180  | 33,2 / 100,0  | 5 / 11    |
|                         | Partido do Centro Democrático Social | 16 322  | 6,8 / 100,0   | 1 / 11    |
|                         | Partido Comunista Português          | 15 525  | 6,4 / 100,0   | 0 / 11    |
|                         | Movimento Democrático Português      | 8 225   | 3,4 / 100,0   | 0 / 11    |
|                         | Frente Socialista Popular            | 3 021   | 1,3 / 100,0   | 0 / 11    |
|                         | Movimento de Esquerda Socialista     | 2 763   | 1,1 / 100,0   | 0 / 11    |
|                         | União Democrática Popular            | 2 588   | 1,1 / 100,0   | 0 / 11    |
|                         | Outros                               | 2 875   | 1,2 / 100,0   | 0 / 11    |
| Votos inválidos         | Votos inválidos                      | 24 162  | 10,0 / 100,0  |           |
| Total                   | Total                                | 241 585 | 100,0 / 100,0 | 11 / 11   |
| Eleitorado/Participação | Eleitorado/Participação              | 267 451 | 90,3 / 100,0  |           |

### Lisboa
| Partidos                | Partidos                             | Votos     | %             | Deputados |
| ----------------------- | ------------------------------------ | --------- | ------------- | --------- |
|                         | Partido Socialista                   | 583 741   | 46,0 / 100,0  | 29 / 55   |
|                         | Partido Comunista Português          | 240 095   | 18,9 / 100,0  | 11 / 55   |
|                         | Partido Popular Democrático          | 190 004   | 15,0 / 100,0  | 9 / 55    |
|                         | Partido do Centro Democrático Social | 60 691    | 4,8 / 100,0   | 3 / 55    |
|                         | Movimento Democrático Português      | 52 339    | 4,1 / 100,0   | 2 / 55    |
|                         | União Democrática Popular            | 21 294    | 1,7 / 100,0   | 1 / 55    |
|                         | Frente Socialista Popular            | 15 956    | 1,3 / 100,0   | 0 / 55    |
|                         | Movimento de Esquerda Socialista     | 13 732    | 1,1 / 100,0   | 0 / 55    |
|                         | Outros                               | 19 294    | 1,5 / 100,0   | 0 / 55    |
| Votos inválidos         | Votos inválidos                      | 72 222    | 5,7 / 100,0   |           |
| Total                   | Total                                | 1 269 638 | 100,0 / 100,0 | 55 / 55   |
| Eleitorado/Participação | Eleitorado/Participação              | 1 384 149 | 91,7 / 100,0  |           |

### Macau
| Partidos                | Partidos                                         | Votos | %             | Deputados |
| ----------------------- | ------------------------------------------------ | ----- | ------------- | --------- |
|                         | Associação para a Defesa dos Interesses de Macau | 1 622 | 56,4 / 100,0  | 1 / 1     |
|                         | Centro Democrático de Macau                      | 1 030 | 35,8 / 100,0  | 0 / 1     |
| Votos inválidos         | Votos inválidos                                  | 224   | 7,8 / 100,0   |           |
| Total                   | Total                                            | 2 876 | 100,0 / 100,0 | 1 / 1     |
| Eleitorado/Participação | Eleitorado/Participação                          | 3 437 | 83,7 / 100,0  |           |

### Moçambique
| Partidos                | Partidos                | Votos  | %             | Deputados |
| ----------------------- | ----------------------- | ------ | ------------- | --------- |
|                         | Partido Socialista      | 2 496  | 41,1 / 100,0  | 1 / 1     |
| Votos inválidos         | Votos inválidos         | 3 584  | 58,9 / 100,0  |           |
| Total                   | Total                   | 6 080  | 100,0 / 100,0 | 1 / 1     |
| Eleitorado/Participação | Eleitorado/Participação | 17 739 | 34,3 / 100,0  |           |

### Ponta Delgada
| Partidos                | Partidos                             | Votos  | %             | Deputados |
| ----------------------- | ------------------------------------ | ------ | ------------- | --------- |
|                         | Partido Popular Democrático          | 41 930 | 54,8 / 100,0  | 2 / 3     |
|                         | Partido Socialista                   | 23 247 | 30,4 / 100,0  | 1 / 3     |
|                         | Partido do Centro Democrático Social | 2 364  | 3,1 / 100,0   | 0 / 3     |
|                         | Movimento Democrático Português      | 2 073  | 2,7 / 100,0   | 0 / 3     |
|                         | Partido Comunista Português          | 1 134  | 1,5 / 100,0   | 0 / 3     |
|                         | Outros                               | 560    | 0,7 / 100,0   | 0 / 3     |
| Votos inválidos         | Votos inválidos                      | 5 198  | 6,8 / 100,0   |           |
| Total                   | Total                                | 76 506 | 100,0 / 100,0 | 3 / 3     |
| Eleitorado/Participação | Eleitorado/Participação              | 84 299 | 90,8 / 100,0  |           |

### Portalegre
| Partidos                | Partidos                             | Votos   | %             | Deputados |
| ----------------------- | ------------------------------------ | ------- | ------------- | --------- |
|                         | Partido Socialista                   | 53 604  | 52,4 / 100,0  | 3 / 4     |
|                         | Partido Comunista Português          | 17 920  | 17,5 / 100,0  | 1 / 4     |
|                         | Partido Popular Democrático          | 10 075  | 9,9 / 100,0   | 0 / 4     |
|                         | Movimento Democrático Português      | 4 637   | 4,5 / 100,0   | 0 / 4     |
|                         | Partido do Centro Democrático Social | 4 040   | 4,0 / 100,0   | 0 / 4     |
|                         | Frente Socialista Popular            | 1 408   | 1,4 / 100,0   | 0 / 4     |
|                         | Movimento de Esquerda Socialista     | 1 320   | 1,3 / 100,0   | 0 / 4     |
|                         | União Democrática Popular            | 1 220   | 1,2 / 100,0   | 0 / 4     |
|                         | Outros                               | 593     | 0,6 / 100,0   | 0 / 4     |
| Votos inválidos         | Votos inválidos                      | 7 438   | 7,3 / 100,0   |           |
| Total                   | Total                                | 102 255 | 100,0 / 100,0 | 4 / 4     |
| Eleitorado/Participação | Eleitorado/Participação              | 107 331 | 95,3 / 100,0  |           |

### Porto
| Partidos                | Partidos                             | Votos   | %             | Deputados |
| ----------------------- | ------------------------------------ | ------- | ------------- | --------- |
|                         | Partido Socialista                   | 356 377 | 42,6 / 100,0  | 18 / 36   |
|                         | Partido Popular Democrático          | 246 311 | 29,4 / 100,0  | 12 / 36   |
|                         | Partido do Centro Democrático Social | 74 685  | 8,9 / 100,0   | 3 / 36    |
|                         | Partido Comunista Português          | 55 794  | 6,7 / 100,0   | 2 / 36    |
|                         | Movimento Democrático Português      | 21 609  | 2,6 / 100,0   | 1 / 36    |
|                         | Movimento de Esquerda Socialista     | 8 331   | 1,0 / 100,0   | 0 / 36    |
|                         | Outros                               | 30 914  | 3,7 / 100,0   | 0 / 36    |
| Votos inválidos         | Votos inválidos                      | 43 486  | 5,2 / 100,0   |           |
| Total                   | Total                                | 837 507 | 100,0 / 100,0 | 36 / 36   |
| Eleitorado/Participação | Eleitorado/Participação              | 892 474 | 93,8 / 100,0  |           |

### Santarém
| Partidos                | Partidos                             | Votos   | %             | Deputados |
| ----------------------- | ------------------------------------ | ------- | ------------- | --------- |
|                         | Partido Socialista                   | 126 630 | 42,9 / 100,0  | 8 / 13    |
|                         | Partido Popular Democrático          | 55 440  | 18,8 / 100,0  | 3 / 13    |
|                         | Partido Comunista Português          | 44 515  | 15,1 / 100,0  | 2 / 13    |
|                         | Partido do Centro Democrático Social | 12 748  | 4,3 / 100,0   | 0 / 13    |
|                         | Movimento Democrático Português      | 12 056  | 4,1 / 100,0   | 0 / 13    |
|                         | Frente Socialista Popular            | 7 009   | 2,4 / 100,0   | 0 / 13    |
|                         | Movimento de Esquerda Socialista     | 4 619   | 1,6 / 100,0   | 0 / 13    |
|                         | Partido Popular Monárquico           | 3 425   | 1,2 / 100,0   | 0 / 13    |
|                         | União Democrática Popular            | 3 048   | 1,0 / 100,0   | 0 / 13    |
| Votos inválidos         | Votos inválidos                      | 25 501  | 8,6 / 100,0   |           |
| Total                   | Total                                | 294 991 | 100,0 / 100,0 | 13 / 13   |
| Eleitorado/Participação | Eleitorado/Participação              | 320 953 | 91,9 / 100,0  |           |

### Setúbal
| Partidos                | Partidos                             | Votos   | %             | Deputados |
| ----------------------- | ------------------------------------ | ------- | ------------- | --------- |
|                         | Partido Socialista                   | 143 917 | 38,2 / 100,0  | 7 / 16    |
|                         | Partido Comunista Português          | 142 559 | 37,8 / 100,0  | 7 / 16    |
|                         | Movimento Democrático Português      | 22 733  | 6,0 / 100,0   | 1 / 16    |
|                         | Partido Popular Democrático          | 21 633  | 5,7 / 100,0   | 1 / 16    |
|                         | Frente Socialista Popular            | 6 642   | 1,8 / 100,0   | 0 / 16    |
|                         | Partido do Centro Democrático Social | 5 853   | 1,6 / 100,0   | 0 / 16    |
|                         | União Democrática Popular            | 5 053   | 1,3 / 100,0   | 0 / 16    |
|                         | Movimento de Esquerda Socialista     | 3 864   | 1,0 / 100,0   | 0 / 16    |
|                         | Outros                               | 4 180   | 1,1 / 100,0   | 0 / 16    |
| Votos inválidos         | Votos inválidos                      | 20 790  | 5,5 / 100,0   |           |
| Total                   | Total                                | 377 224 | 100,0 / 100,0 | 16 / 16   |
| Eleitorado/Participação | Eleitorado/Participação              | 403 399 | 93,5 / 100,0  |           |

### Viana do Castelo
| Partidos                | Partidos                                              | Votos   | %             | Deputados |
| ----------------------- | ----------------------------------------------------- | ------- | ------------- | --------- |
|                         | Partido Popular Democrático                           | 50 426  | 36,0 / 100,0  | 3 / 6     |
|                         | Partido Socialista                                    | 34 224  | 24,5 / 100,0  | 2 / 6     |
|                         | Partido do Centro Democrático Social                  | 20 313  | 14,5 / 100,0  | 1 / 6     |
|                         | Movimento Democrático Português                       | 9 891   | 7,1 / 100,0   | 0 / 6     |
|                         | Partido Comunista Português                           | 5 336   | 3,8 / 100,0   | 0 / 6     |
|                         | Frente Socialista Popular                             | 2 363   | 1,7 / 100,0   | 0 / 6     |
|                         | Movimento de Esquerda Socialista                      | 2 159   | 1,5 / 100,0   | 0 / 6     |
|                         | Partido Popular Monárquico                            | 1 566   | 1,1 / 100,0   | 0 / 6     |
|                         | Frente Eleitoral de Comunistas (Marxistas-Leninistas) | 1 523   | 1,1 / 100,0   | 0 / 6     |
| Votos inválidos         | Votos inválidos                                       | 12 200  | 8,7 / 100,0   |           |
| Total                   | Total                                                 | 140 001 | 100,0 / 100,0 | 6 / 6     |
| Eleitorado/Participação | Eleitorado/Participação                               | 156 999 | 89,2 / 100,0  |           |

### Vila Real
| Partidos                | Partidos                                              | Votos   | %             | Deputados |
| ----------------------- | ----------------------------------------------------- | ------- | ------------- | --------- |
|                         | Partido Popular Democrático                           | 64 339  | 45,8 / 100,0  | 4 / 6     |
|                         | Partido Socialista                                    | 38 140  | 27,1 / 100,0  | 2 / 6     |
|                         | Partido do Centro Democrático Social                  | 10 065  | 7,2 / 100,0   | 0 / 6     |
|                         | Partido Comunista Português                           | 4 011   | 2,9 / 100,0   | 0 / 6     |
|                         | Movimento Democrático Português                       | 3 227   | 2,3 / 100,0   | 0 / 6     |
|                         | Frente Eleitoral de Comunistas (Marxistas-Leninistas) | 3 194   | 2,3 / 100,0   | 0 / 6     |
|                         | Partido Popular Monárquico                            | 1 523   | 1,1 / 100,0   | 0 / 6     |
| Votos inválidos         | Votos inválidos                                       | 16 012  | 11,4 / 100,0  |           |
| Total                   | Total                                                 | 140 511 | 100,0 / 100,0 | 6 / 6     |
| Eleitorado/Participação | Eleitorado/Participação                               | 159 110 | 88,3 / 100,0  |           |

### Viseu
| Partidos                | Partidos                             | Votos   | %             | Deputados |
| ----------------------- | ------------------------------------ | ------- | ------------- | --------- |
|                         | Partido Popular Democrático          | 102 922 | 43,8 / 100,0  | 6 / 10    |
|                         | Partido Socialista                   | 50 473  | 21,5 / 100,0  | 2 / 10    |
|                         | Partido do Centro Democrático Social | 40 422  | 17,2 / 100,0  | 2 / 10    |
|                         | Movimento Democrático Português      | 9 492   | 4,0 / 100,0   | 0 / 10    |
|                         | Frente Socialista Popular            | 5 432   | 2,3 / 100,0   | 0 / 10    |
|                         | Partido Comunista Português          | 5 380   | 2,3 / 100,0   | 0 / 10    |
|                         | Outros                               | 2 145   | 0,9 / 100,0   | 0 / 10    |
| Votos inválidos         | Votos inválidos                      | 18 831  | 8,0 / 100,0   |           |
| Total                   | Total                                | 235 097 | 100,0 / 100,0 | 10 / 10   |
| Eleitorado/Participação | Eleitorado/Participação              | 262 457 | 89,6 / 100,0  |           |

### Emigração
| Partidos                | Partidos                                              | Votos  | %             | Deputados |
| ----------------------- | ----------------------------------------------------- | ------ | ------------- | --------- |
|                         | Partido Popular Democrático                           | 8 385  | 45,6 / 100,0  | 1 / 1     |
|                         | Partido Socialista                                    | 6 327  | 34,4 / 100,0  | 0 / 1     |
|                         | Movimento Democrático Português                       | 2 025  | 11,0 / 100,0  | 0 / 1     |
|                         | Partido do Centro Democrático Social                  | 846    | 4,6 / 100,0   | 0 / 1     |
|                         | Frente Eleitoral de Comunistas (Marxistas-Leninistas) | 485    | 2,6 / 100,0   | 0 / 1     |
|                         | Outros                                                | 44     | 0,2 / 100,0   | 0 / 1     |
| Votos inválidos         | Votos inválidos                                       | 273    | 1,5 / 100,0   |           |
| Total                   | Total                                                 | 18 385 | 100,0 / 100,0 | 1 / 1     |
| Eleitorado/Participação | Eleitorado/Participação                               | 21 910 | 83,9 / 100,0  |           |